# Die Prinzen

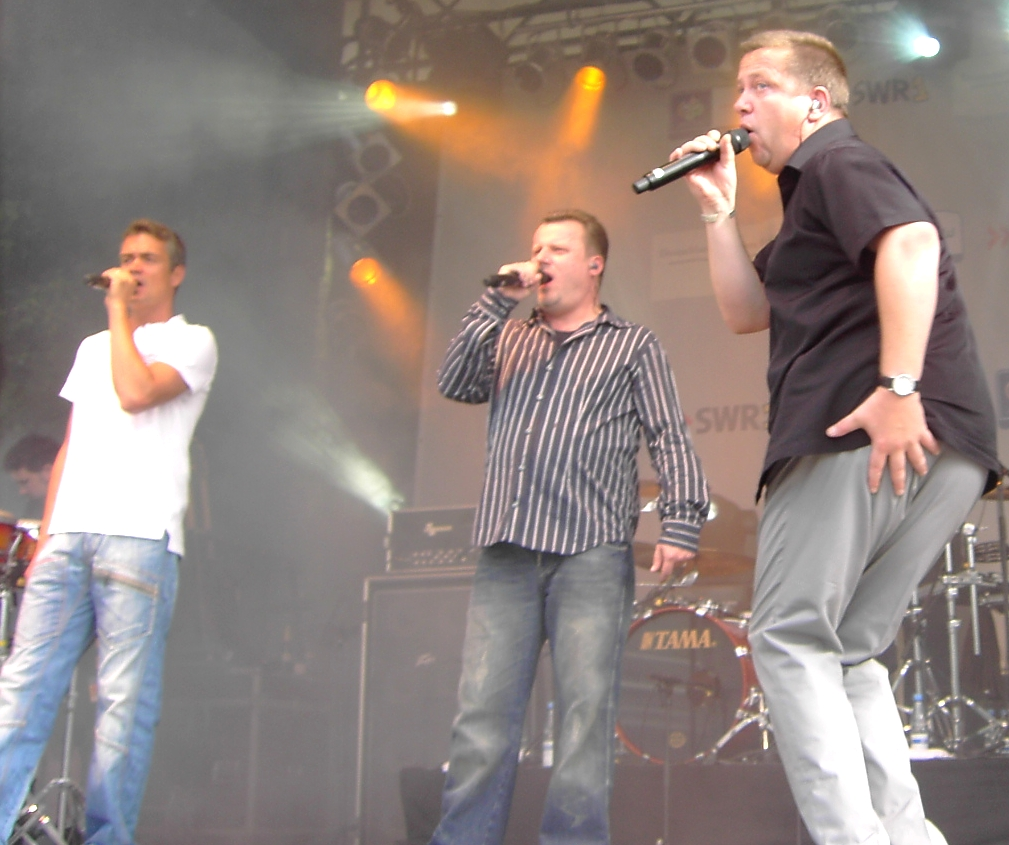
Trois des "Prinzen" en juin 2006

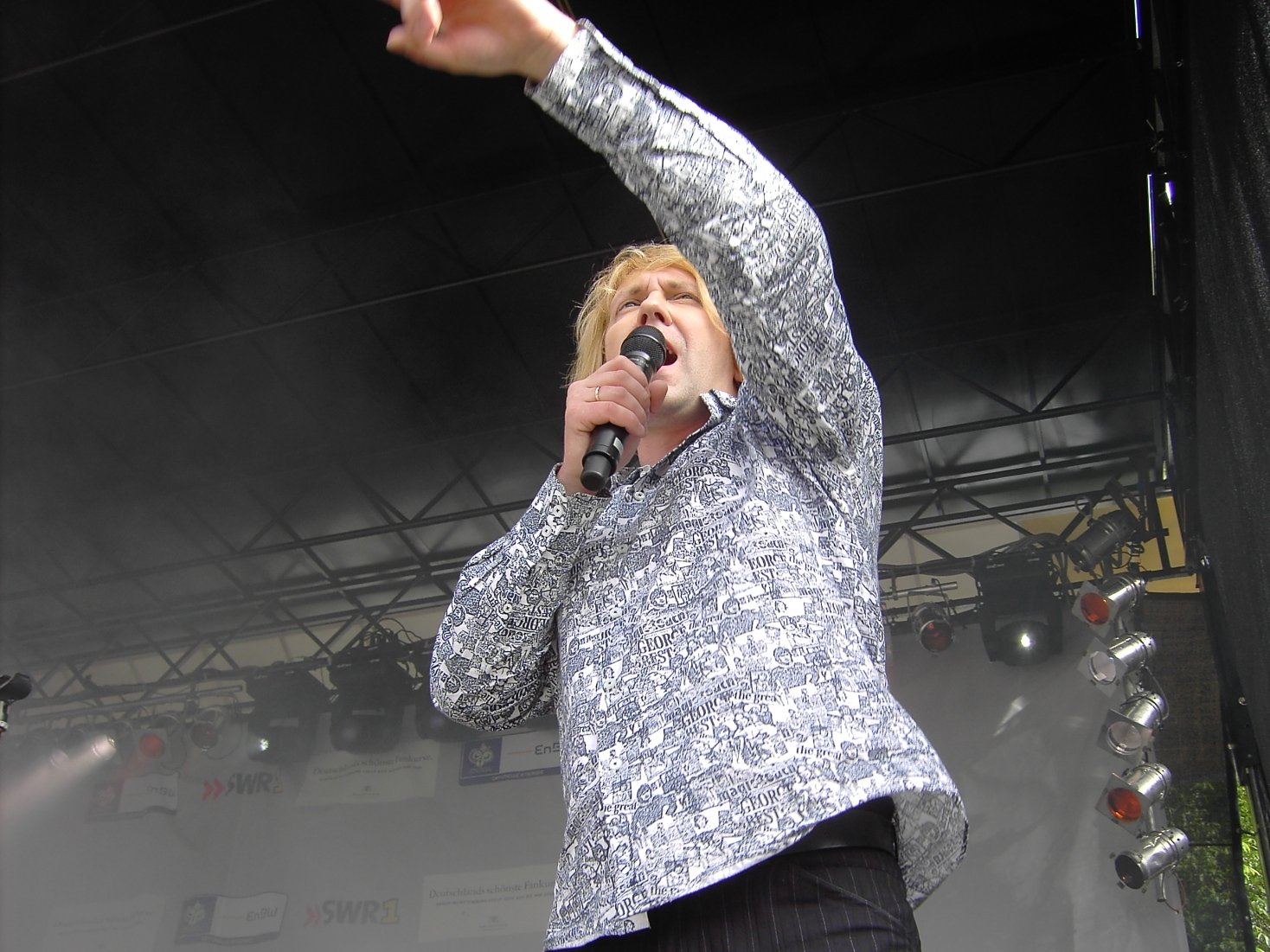
Tobias Künzel

Die Prinzen (Les Princes) est un groupe de musique pop allemand essentiellement basé sur la technique du chant a cappella, qui a commencé sa carrière en 1991. Il est formé d'anciens chanteurs de la chorale de l'église Saint-Thomas (Thomaskirche) située dans la ville de Leipzig et du "Dresdner Kreuzchor" situé à Dresde. 

## Composition du groupe
- Tobias Künzel, né le 26 mai 1964 à Leipzig ; vocaliste (baryton)
- Matthias Dietrich, né le 24 novembre 1964 à Schönebeck ; instrumentiste (guitare basse)
- Sebastian Krumbiegel, né le 5 juin 1966 à Leipzig ; vocaliste (ténor)
- Wolfgang Lenk[1], né le 4 septembre 1966 à Leipzig ; vocaliste (ténor)
- Jens Sembdner, né le 20 janvier 1967 à Wermsdorf ; vocaliste (basse)
- Henri Schmidt, né le 17 août 1967 à Leipzig ; vocaliste (baryton)
- Ali Zieme, né le 23 mars 1971 à Döbeln ; instrumentiste (batterie)

## Discographie

### Singles
- 1991 : Gabi und Klaus
- 1991 : Millionär
- 1991 : Wer ist der Typ
- 1992 : Mann im Mond
- 1992 : Mein Fahrrad
- 1992 : Küssen verboten
- 1992 : Küssen verboten — 4 königliche Remixe
- 1992 : Bombe
- 1993 : 1x / Vergammelte Speisen
- 1993 warum hast du das getan
- 1993 : Alles nur geklaut
- 1993 : Überall
- 1994 : Du spinnst doch
- 1995 : Schwein sein
- 1995 : Ich will ein Baby
- 1996 : Alles mit'm Mund
- 1996 : Hose runter
- 1996 : Heute ha-ha-habe ich Geburtstag
- 1997 : Ganz oben
- 1998 : Junimond
- 1999 :  So viel Spaß für wenig Geld
- 1999 :  Sie will mich
- 2001 : Deutschland
- 2001 : Popmusik
- 2001 : Hier sind wir
- 2002 : Olli Kahn
- 2003 : Chronisch Pleite
- 2003 : Tiere sind zum essen da
- 2004 : Unsicherheit macht sich breit
- 2007 : Frauen sind die besseren Männer  (ab 7.12.2007)
- 2009 : Be cool, speak Deutsch

### Albums
- 1991 : Das Leben ist Grausam
- 1991 : Das Leben ist Grausam (a cappella)
- 1992 : Küssen verboten
- 1992 : Küssen verboten (a cappella)
- 1993 : Alles nur geklaut
- 1993 : Alles nur geklaut (a cappella)
- 1995 : Schweine
- 1996 : Alles mit'm Mund
- 1997 : Ganz oben
- 1997 : A-Cappella-Album
- 1999 : Soviel Spaß für wenig Geld
- 1999 : Soviel Spaß für wenig Geld (a cappella)
- 1999 : Festplatte
- 2001 : D
- 2003 : Monarchie in Germany
- 2004 : Hardchor
- 2006 : Akustisch live
- 2007 : Die Prinzen orchestral
- 2008 : Die Neuen Männer
- 2010 : Es war nicht alles schlecht
- 2015 : Familienalbum

### Vidéos
- 1993 : VHS Das erste Video
- 1994 : VHS Das Live Video
- 2001 : DVD 10 Jahre Popmusik
- 2001 : VHS 10 Jahre Popmusik
- 2006 : Akustisch live (Dual-Disk)
- 2007 : Die Prinzen orchestral
- 2015 : Eine Nacht in der Oper